# Kiatjarern Ruangparn
Kiatjarern Ruangparn (thailändisch เกียรติเจริญ เรืองปาน, * 9. April 1982 in Udon Thani) ist ein ehemaliger thailändischer Fußballspieler.

## Karriere
Seinen ersten Vertrag unterschrieb Kiatjarern Ruangparn bei Singhtarua FC, dem heutigen Port FC, in der Hauptstadt Bangkok. Mit Singhtaura gewann er 2009 den FA-Cup und 2010 den Thai League Cup. Für den Verein stand er 104 Mal in der Ersten und Zweiten Liga auf dem Platz. Im Juli 2016 wechselte er zum Zweitligisten Air Force Central. In der Saison 2017 wurde der Verein Vizemeister und stieg somit in die erste Liga auf. Nach dem Aufstieg beendete Ruangparn seine Karriere als Fußballspieler.

## Erfolge
Singhtarua FC
- Thailändischer Pokalsieger: 2009
- Thailändischer Ligapokalsieger: 2010

Air Force Central
- Thailändischer Zweitligavizemeister: 2017  ▲